# 1997 VY2
1997 VY2 är en asteroid i huvudbältet, som upptäcktes den 5 november 1997 av den japanske amatörastronomen Atsushi Sugie i Dynic-observatoriet.
Asteroiden har en diameter på ungefär 8 kilometer.